# Rodica Dunca
Rodica Dunca (Baia Mare, 16 de maio de 1965) é uma ex-ginasta romena que competiu em provas de ginástica artística.
Rodica fez parte da equipe romena que disputou os Jogos Olímpicos de Moscou, em 1980, na União Soviética.

## Carreira
Estreou em competições em 1978, aos treze anos de idade. No ano seguinte, competiu no Internacional Júnior, no qual conquistou a medalha de prata no individual geral. Ainda em 1979, disputou o Internacional Romeno, do qual só saiu como a nona ginasta ranqueada no geral. Como último evento do ano, deu-se o Mundial de Fort Worth. Nele, conquistou a medalha de ouro na prova coletiva, e a quinta colocação na disputa do evento geral, em prova vencida pela soviética Nellie Kim.
Em 1980, novamente no Internacional Romeno, conquistou o ouro na trave e a prata no solo. Em julho, disputou ao lado de Nadia Comaneci, Emilia Eberle, Melita Rühn, Cristina Grigoraş e Dumitriţa Turner, os Jogos Olímpicos de Moscou. Neles, fora medalhista de prata na prova coletiva, superada pelas soviéticas. No geral, somou 78,350 pontos, e encerrou na sétima colocação; a soviética Yelena Davydova conquistou a medalha de ouro no evento. No ano posterior, participou do Campeonato Europeu de Madrid. No evento, fora medalhista de bronze na trave, e finalista no geral (4º) e no salto (7º). Nos Jogos Universitários de Bucareste, conquistou duas medalhas: o ouro na prova por equipes e a prata no solo, superada pela compatriota Nadia Comaneci. No compromisso seguinte, participou do Mundial de Moscou, no qual foi quarta por equipes e quinta no solo. Em 1982, disputou a etapa de Copa do Mundo de Zagreb. Nela, fora 14ª na competição geral.
Após a realização do evento, Rodica anunciou sua aposentadoria do desporto. Depois, voltou a treinar no clube CSS Baia Mare, sob os cuidados de Elena Marinescu, porém, logo depois, anunciou aposentou-se por definitivo. Graduou-se na Universidade de Educação Física de Bucareste, e casou-se com o romeno Zoltan Papp, passando a exercer a carreira de treinadora da modalidade, em Baia Mare, ao lado do marido.

## Principais resultados
| Ano  | Evento                                    | AA               | Equipe           | Salto sobre o cavalo | Trave             | Barras assimétricas | Solo              |
| ---- | ----------------------------------------- | ---------------- | ---------------- | -------------------- | ----------------- | ------------------- | ----------------- |
| 1978 | Itália vs Romênia                         | 5º               | Medalha de ouro  |                      |                   |                     |                   |
| 1979 | Campeonato Internacional (júnior)         | Medalha de prata |                  |                      | Medalha de ouro   |                     | Medalha de bronze |
| 1979 | Campeonato Internacional Romeno           | 9º               |                  |                      |                   |                     |                   |
| 1979 | Campeonato Mundial de Ginástica Artística | 5º               | Medalha de ouro  |                      |                   |                     |                   |
| 1980 | Campeonato Internacional Romeno           | 4º               |                  |                      | Medalha de ouro   |                     | Medalha de prata  |
| 1980 | Jogos Olímpicos                           | 7º               | Medalha de prata |                      |                   |                     |                   |
| 1981 | Campeonato Europeu                        | 4º               |                  | 7º                   | Medalha de bronze |                     |                   |
| 1981 | Jogos Universitários                      | 4º               | Medalha de ouro  |                      |                   |                     | Medalha de prata  |
| 1981 | Campeonato Mundial de Ginástica Artística | 6º               | 4º               |                      | 8º                |                     | 5º                |
| 1982 | Copa do Mundo - Zagreb                    | 14º              |                  |                      |                   |                     |                   |